# 야별초
야별초(夜別抄)는 고려 최씨무신정권 때에 최우가 세운 도적진압을 주요 업무로 하는 방범대이다. 이 조직은 후에 다른 조직과 통합을 거듭하며 삼별초의 전신이 된다.

## 성립
고종 때의 무신시대 집권자인 최우가 개경에 도적이 많다는 보고를 받고, 야별초라는 조그만 방범순찰대원을 모집한 것이 시초이다.

## 활동

### 초반
초반에는 오늘날의 경찰과 다름없이 최우의 명령만을 받으며 밤에 개경을 순찰하는 임무를 맡았다.

### 중반
세월이 흐르자, 개경의 도적들이 도모를 하여 전국의 도적들을 부흥시키고 황실까지 위협하게 됐다. 최우는 이를 해결하기 위해 야별초의 수를 더욱 늘렸다.

### 종반
야별초의 수가 급증하자, 최우는 야별초를 자신의 호위병으로 만들려 했으나 실패했다. 그 후 모두 몰살시키려는 계획은 접고, 대신 국가를 지키기 위해 좌별초와 우별초로 나누어 편성한다. 이로써 야별초는 무너지고 좌우로 나뉜다.

## 같이 보기
- 좌별초 → 신의군┐
- 우별초 ─────┴→ 삼별초